# Parigi-Nizza 2021
La Parigi-Nizza 2021, settantanovesima edizione della corsa, valida come quarta prova dell'UCI World Tour 2021 categoria 2.UWT, si svolse in otto tappe dal 7 al 14 marzo 2021 su un percorso di 1 170,9 km, con partenza da Saint-Cyr-l'École e arrivo a Levens (a seguito della modifica della settima ed ottava tappa, a causa del lockdown a Nizza), in Francia. La vittoria fu appannaggio del tedesco Maximilian Schachmann, il quale completò il percorso in 28h49'51", alla media di 40,613 km/h, precedendo il russo Aleksandr Vlasov e lo spagnolo Ion Izagirre.
Sul traguardo di Levens 127 ciclisti, su 161 partiti da Saint-Cyr-l'École, portarono a termine la competizione.

## Tappe
| Tappa  | Data     | Percorso                              | km     | Vincitore di tappa  | Leader cl. generale   |
| ------ | -------- | ------------------------------------- | ------ | ------------------- | --------------------- |
| 1ª     | 7 marzo  | Saint-Cyr-l'École > Saint-Cyr-l'École | 166    | Sam Bennett         | Sam Bennett           |
| 2ª     | 8 marzo  | Oinville-sur-Montcient > Amilly       | 188    | Cees Bol            | Michael Matthews      |
| 3ª     | 9 marzo  | Gien > Gien (cron. individuale)       | 14,4   | Stefan Bissegger    | Stefan Bissegger      |
| 4ª     | 10 marzo | Chalon-sur-Saône > Chiroubles         | 187,5  | Primož Roglič       | Primož Roglič         |
| 5ª     | 11 marzo | Vienne > Bollène                      | 200    | Sam Bennett         | Primož Roglič         |
| 6ª     | 12 marzo | Brignoles > Biot                      | 202,5  | Primož Roglič       | Primož Roglič         |
| 7ª     | 13 marzo | Le Broc > Valdeblore                  | 119,5  | Primož Roglič       | Primož Roglič         |
| 8ª     | 14 marzo | Le Plan-du-Var > Levens               | 93     | Magnus Cort Nielsen | Maximilian Schachmann |
| Totale | Totale   | Totale                                | 1170,9 |                     |                       |

## Squadre e corridori partecipanti
| N.      | Cod. | Squadra               |
| ------- | ---- | --------------------- |
| 1-7     | BOH  | Bora-Hansgrohe        |
| 11-17   | DSM  | Team DSM              |
| 21-27   | EFN  | EF Education-Nippo    |
| 31-37   | TJV  | Jumbo-Visma           |
| 41-47   | IGD  | Ineos Grenadiers      |
| 51-57   | TQA  | Team Qhubeka Assos    |
| 61-67   | AST  | Astana-Premier Tech   |
| 71-77   | TFS  | Trek-Segafredo        |
| 81-87   | GFC  | Groupama-FDJ          |
| 91-97   | LTS  | Lotto Soudal          |
| 101-107 | ARK  | Team Arkéa-Samsic     |
| 111-117 | DQT  | Deceuninck-Quick Step |

| N.      | Cod. | Squadra                  |
| ------- | ---- | ------------------------ |
| 121-127 | COF  | Cofidis                  |
| 131-137 | BEX  | Team BikeExchange        |
| 141-147 | ACT  | AG2R Citroën Team        |
| 151-157 | UAD  | UAE Team Emirates        |
| 161-167 | TBV  | Bahrain Victorious       |
| 171-177 | TDE  | Total Direct Énergie     |
| 181-187 | MOV  | Movistar Team            |
| 191-197 | ISN  | Israel Start-Up Nation   |
| 201-207 | IWG  | Intermarché-Wanty-Gobert |
| 211-217 | BBK  | B&B Hotels               |
| 221-227 | ALP  | Alpecin-Fenix            |

## Dettagli delle tappe

### 1ª tappa
- 7 marzo: Saint-Cyr-l'École > Saint-Cyr-l'École – 165,8 km

Risultati
| Pos. | Corridore     | Squadra    | Tempo    |
| ---- | ------------- | ---------- | -------- |
| 1    | Sam Bennett   | Deceuninck | 3h51'38" |
| 2    | Arnaud Démare | Groupama   | s.t.     |
| 3    | Mads Pedersen | Trek       | s.t.     |

| Pos. | Corridore        | Squadra      | Tempo    |
| ---- | ---------------- | ------------ | -------- |
| 1    | Sam Bennett      | Deceuninck   | 3h51'28" |
| 2    | Arnaud Démare    | Groupama     | a 4"     |
| 3    | Michael Matthews | BikeExchange | a 5"     |

### 2ª tappa
- 8 marzo: Oinville-sur-Montcient > Amilly – 188 km

Risultati
| Pos. | Corridore        | Squadra      | Tempo    |
| ---- | ---------------- | ------------ | -------- |
| 1    | Cees Bol         | DSM          | 4h27'58" |
| 2    | Mads Pedersen    | Trek         | s.t.     |
| 3    | Michael Matthews | BikeExchange | s.t.     |

| Pos. | Corridore        | Squadra      | Tempo    |
| ---- | ---------------- | ------------ | -------- |
| 1    | Michael Matthews | BikeExchange | 8h19'23" |
| 2    | Mads Pedersen    | Trek         | a 4"     |
| 3    | Sam Bennett      | Deceuninck   | s.t.     |

### 3ª tappa
- 9 marzo: Gien > Gien - Cronometro individuale – 14,4 km

Risultati
| Pos. | Corridore        | Squadra    | Tempo  |
| ---- | ---------------- | ---------- | ------ |
| 1    | Stefan Bissegger | EF         | 17'34" |
| 2    | Rémi Cavagna     | Deceuninck | s.t.   |
| 3    | Primož Roglič    | Jumbo      | a 6"   |

| Pos. | Corridore        | Squadra    | Tempo    |
| ---- | ---------------- | ---------- | -------- |
| 1    | Stefan Bissegger | EF         | 8h37'11" |
| 2    | Rémi Cavagna     | Deceuninck | s.t.     |
| 3    | Primož Roglič    | Jumbo      | a 6"     |

### 4ª tappa
- 10 marzo: Chalon-sur-Saône > Chiroubles – 187,5 km

Risultati
| Pos. | Corridore        | Squadra | Tempo    |
| ---- | ---------------- | ------- | -------- |
| 1    | Primož Roglič    | Jumbo   | 4h49'36" |
| 2    | M. Schachmann    | Bora    | a 12"    |
| 3    | Guillaume Martin | Cofidis | s.t.     |

| Pos. | Corridore       | Squadra | Tempo     |
| ---- | --------------- | ------- | --------- |
| 1    | Primož Roglič   | Jumbo   | 13h26'40" |
| 2    | M. Schachmann   | Bora    | a 35"     |
| 3    | Brandon McNulty | UAE     | a 37"     |

### 5ª tappa
- 11 marzo: Vienne > Bollène – 200,2 km

Risultati
| Pos. | Corridore        | Squadra    | Tempo    |
| ---- | ---------------- | ---------- | -------- |
| 1    | Sam Bennett      | Deceuninck | 5h16'01" |
| 2    | Nacer Bouhanni   | Arkéa      | s.t.     |
| 3    | Pascal Ackermann | Bora       | s.t.     |

| Pos. | Corridore       | Squadra | Tempo     |
| ---- | --------------- | ------- | --------- |
| 1    | Primož Roglič   | Jumbo   | 18h42'46" |
| 2    | M. Schachmann   | Bora    | a 31"     |
| 3    | Brandon McNulty | UAE     | a 37"     |

### 6ª tappa
- 12 marzo: Brignoles > Biot – 202,5 km

Risultati
| Pos. | Corridore          | Squadra      | Tempo    |
| ---- | ------------------ | ------------ | -------- |
| 1    | Primož Roglič      | Jumbo        | 4h40'22" |
| 2    | Christophe Laporte | Cofidis      | s.t.     |
| 3    | Michael Matthews   | BikeExchange | s.t.     |

| Pos. | Corridore     | Squadra | Tempo     |
| ---- | ------------- | ------- | --------- |
| 1    | Primož Roglič | Jumbo   | 23h22'53" |
| 2    | M. Schachmann | Bora    | a 41"     |
| 3    | Ion Izagirre  | Astana  | a 50"     |

### 7ª tappa
- 13 marzo: Le Broc > Valdeblore – 119,5 km

Risultati
| Pos. | Corridore     | Squadra | Tempo    |
| ---- | ------------- | ------- | -------- |
| 1    | Primož Roglič | Jumbo   | 4h40'22" |
| 2    | Gino Mäder    | Bahrain | a 2"     |
| 3    | M. Schachmann | Bora    | a 5"     |

| Pos. | Corridore        | Squadra | Tempo     |
| ---- | ---------------- | ------- | --------- |
| 1    | Primož Roglič    | Jumbo   | 26h32'01" |
| 2    | M. Schachmann    | Bora    | a 52"     |
| 3    | Aleksandr Vlasov | Astana  | a 1'11"   |

### 8ª tappa
- 14 marzo: Le Plan-du-Var > Levens – 93 km

Risultati
| Pos. | Corridore           | Squadra | Tempo    |
| ---- | ------------------- | ------- | -------- |
| 1    | Magnus Cort Nielsen | EF      | 2h16'58" |
| 2    | Christophe Laporte  | Cofidis | s.t.     |
| 3    | Pierre Latour       | Total   | s.t.     |

| Pos. | Corridore        | Squadra | Tempo     |
| ---- | ---------------- | ------- | --------- |
| 1    | M. Schachmann    | Bora    | 28h49'51" |
| 2    | Aleksandr Vlasov | Astana  | a 19"     |
| 3    | Ion Izagirre     | Astana  | a 23"     |

## Evoluzione delle classifiche
| Tappa              | Vincitore           | Classifica generale Maglia gialla | Classifica a punti Maglia verde | Classifica scalatori Maglia a pois | Classifica giovani Maglia bianca | Classifica a squadre Numero giallo |
| ------------------ | ------------------- | --------------------------------- | ------------------------------- | ---------------------------------- | -------------------------------- | ---------------------------------- |
| 1ª                 | Sam Bennett         | Sam Bennett                       | Sam Bennett                     | Fabien Doubey                      | Jasper Philipsen                 | Israel Start-Up Nation             |
| 2ª                 | Cees Bol            | Michael Matthews                  | Sam Bennett                     | Fabien Doubey                      | Florian Vermeersch               | Israel Start-Up Nation             |
| 3ª                 | Stefan Bissegger    | Stefan Bissegger                  | Sam Bennett                     | Fabien Doubey                      | Stefan Bissegger                 | Deceuninck-Quick Step              |
| 4ª                 | Primož Roglič       | Primož Roglič                     | Primož Roglič                   | Anthony Perez                      | Brandon McNulty                  | Astana-Premier Tech                |
| 5ª                 | Sam Bennett         | Primož Roglič                     | Sam Bennett                     | Anthony Perez                      | Brandon McNulty                  | Astana-Premier Tech                |
| 6ª                 | Primož Roglič       | Primož Roglič                     | Primož Roglič                   | Anthony Perez                      | Aleksandr Vlasov                 | Astana-Premier Tech                |
| 7ª                 | Primož Roglič       | Primož Roglič                     | Primož Roglič                   | Anthony Perez                      | Aleksandr Vlasov                 | Astana-Premier Tech                |
| 8ª                 | Magnus Cort Nielsen | Maximilian Schachmann             | Primož Roglič                   | Anthony Perez                      | Aleksandr Vlasov                 | Astana-Premier Tech                |
| Classifiche finali | Classifiche finali  | Maximilian Schachmann             | Primož Roglič                   | Anthony Perez                      | Aleksandr Vlasov                 | Astana-Premier Tech                |

Maglie indossate da altri ciclisti in caso di due o più maglie vinte
- Nella 2ª tappa Mads Pedersen ha indossato la maglia verde al posto di Sam Bennett.
- Nella 4ª tappa Brandon McNulty ha indossato la maglia bianca al posto di Stefan Bissegger.
- Nella 5ª e dalla 7ª all'8ª tappa Sam Bennett ha indossato la maglia verde al posto di Primož Roglič.

## Classifiche finali

### Classifica generale - Maglia gialla
| Pos. | Corridore        | Squadra      | Tempo     |
| ---- | ---------------- | ------------ | --------- |
| 1    | M. Schachmann    | Bora         | 28h49'51" |
| 2    | Aleksandr Vlasov | Astana       | a 19"     |
| 3    | Ion Izagirre     | Astana       | a 23"     |
| 4    | Lucas Hamilton   | BikeExchange | a 41"     |
| 5    | Tiesj Benoot     | DSM          | a 42"     |
| 6    | Guillaume Martin | Cofidis      | a 1'14"   |
| 7    | Jack Haig        | Bahrain      | a 1'18"   |
| 8    | Matteo Jorgenson | Movistar     | a 1'29"   |
| 9    | A. Paret-Peintre | AG2R         | a 1'31"   |
| 10   | Gino Mäder       | Bahrain      | a 1'32"   |

### Classifica a punti - Maglia verde
| Pos. | Corridore          | Squadra      | Punti |
| ---- | ------------------ | ------------ | ----- |
| 1    | Primož Roglič      | Jumbo        | 57    |
| 2    | Sam Bennett        | Deceuninck   | 39    |
| 3    | Christophe Laporte | Cofidis      | 34    |
| 4    | Michael Matthews   | BikeExchange | 28    |
| 5    | M. Schachmann      | Bora         | 26    |

### Classifica scalatori - Maglia a pois
| Pos. | Corridore       | Squadra | Punti |
| ---- | --------------- | ------- | ----- |
| 1    | Anthony Perez   | Cofidis | 67    |
| 2    | Julien Bernard  | Trek    | 26    |
| 3    | Primož Roglič   | Jumbo   | 20    |
| 4    | Fabien Doubey   | Total   | 20    |
| 5    | Kenny Elissonde | Trek    | 15    |

### Classifica giovani - Maglia bianca
| Pos. | Corridore        | Squadra      | Tempo     |
| ---- | ---------------- | ------------ | --------- |
| 1    | Aleksandr Vlasov | Astana       | 28h50'10" |
| 2    | Lucas Hamilton   | BikeExchange | a 22"     |
| 3    | Matteo Jorgenson | Movistar     | a 1'10"   |
| 4    | A. Paret-Peintre | AG2R         | a 1'12"   |
| 5    | Gino Mäder       | Bahrain      | a 1'13"   |

### Classifica a squadre
| Pos. | Squadra             | Tempo     |
| ---- | ------------------- | --------- |
| 1    | Astana-Premier Tech | 86h32'39" |
| 2    | Bahrain Victorious  | a 3'02"   |
| 3    | AG2R Citroën Team   | a 7'12"   |
| 4    | Cofidis             | a 21'37"  |
| 5    | Jumbo-Visma         | a 23'54"  |